# Divlji mažuran
Divlji mažuran (mravinac, obični mravinac, divlji mažuran, origano, mekulica, vranilova trava), lat. Origanum vulgare) je samonikla biljka mediteranskog podneblja. Kod nas raste i u unutrašnjosti, posebice na vapnenastom tlu, a može se naći na visinama do 1500 metara (Velebit, Risnjak, Bitoraj itd.). To je višegodišnja biljka, koja naraste do visine od 60 cm. Stabljika ima male tamnozelene listiće, na vrhu zašiljene, vrlo slične izgledu paprene metvice, od koje se najlakše razlikuje kada cvjeta (cvate od lipnja do rujna) jer ima crveno-ljubičaste cvjetove. Biljka je prepuna eteričnog ulja te se zbog toga koristi u medicini i prehrani kao začin. Divlji je mažuran nezaobilazan sastojak umaka od rajčica pripremljenog na domaći način, kao i svih pizza, a upotrebljava se svjež ili sušen. U medicini se upotrebljava pri probavnim poteškoćama, proljevu, kao i kod smetnji unutarnjih organa, zbog svog sadržaja flavonoida i fenolnih kiselina.
Origano je dobio ime od grčke riječi oros, što u prijevodu znači planina i ganos, što u prijevodu znači sreća, pa bi pravo značenje bilo radost planine.

## Podvrste
- Origanum vulgare subsp. glandulosum (Desf.) Ietsw.
- Origanum vulgare subsp. gracile (K.Koch) Ietsw.
- Origanum vulgare subsp. hirtum (Link) A.Terracc.
- Origanum vulgare subsp. virens (Hoffmanns. & Link) Ietsw.
- Origanum vulgare subsp. viridulum (Martrin-Donos) Nyman
- Origanum vulgare subsp. vulgare

## Izgled biljke
Mravinac je višegodišnja aromatična zeljasta biljka. Ima stabljiku visine 30 - 60 centimetara, na kojoj se nalaze tamnozeleni, pri vrhu zašiljeni jajoliki listovi. U primorskoj Hrvatskoj raste od morskog pojasa do brdovitih predjela, po livadama, šikarama, te pokraj puteva. Miris biljke je ugodno aromatičan. Raste na obroncima brda, livadama, uz grmove, šikare, šumskim čistinama itd. Bere se list, vršci s cvjetovima i listovima, a stabljika nije ljekovita.
Cvate od lipnja do rujna, kada rađa crveno-ljubičaste cvjetove, a cijela je biljka puna eteričnih ulja, zbog čega se koristi u medicini i prehrani općenito. Nakon branja listovi i cvjetovi se suše, te skladište u višeslojnoj papirnatoj vrećici ili staklenoj posudi. Mravinac spada pod začinsko bilje, nezaobilazan je sastojak domaćeg umaka od rajčice i pizze, a upotrebljava se svjež ili sušen. Ima i terapeutsko djelovanje. Učinkovit je kod liječenja oboljenja dišnih puteva, aerofagije, te slabog apetita. Čaj koji se priprema od mravinca ima jako protuupalno, antibakterijsko, antivirusno i antioksidativno djelovanje, a olakšava želučane i crijevne tegobe, poboljšava rad jetre i žučnog mjehura, te umiruje živčani sustav.  Mravinac koji ima bijele cvjetove nije ljekovit.
Mravinac voli posve sunčano mjesto, te suho, dobro drenirano, lužnato tlo. Ima jaču aromu ako se sije na plodnijem tlu. Sije se u proljeće, a dijeli u proljeće ili jesen. Prije zime treba ga pripremiti za mirovanje rezidbom na jednu trećinu biljke. Može se uzgajati i u zatvorenom. Listovi se beru prema potrebi, a najbolje prije cvatnje. Cvijet privlači pčele i leptire.

### Srodne vrste
Činjenica da su majoran i mravinac oboje iz obitelji metvica, roda Origanum, već kazuje da imaju sličnosti u izgledu, okusu i aromi. Najpoznatije su grčka, španjolska i meksička vrsta, a razlikuju se po jačini arome i okusa.

## Povijest
U staroj Grčkoj nazivali su ga "radost planine", te se smatrao simbolom sreće. Prema legendi sladak aromatičan miris mravinca stvorila je Afrodita kao simbol sreće. Mladence su krunili vjenčićima mravinca, koji se stavljao i na grobove kako bi donio mir dušama. Grci su uživali u njegovu mirisu nakon kupke, kada su njegovo ulje utrljavali u čelo i kosu. Bio je cijenjen i u starom Egiptu, gdje su ga koristili kao sredstvo protiv kašlja. Stari Rimljani su ga koristili za tjeranje mrava iz kuće, po čemu je i dobio naziv mravinac. U Srednjem vijeku korišten je kao sredstvo za čuvanje hrane (prirodni konzervans), a Paracelsus ga je u 15. stoljeću koristio protiv dijareje, ljuskavice (psorijaze), povraćanja, žutice i gljivičnih oboljenja.
Dugo je godina mravinac, odnosno origano, bio tek začin u prehrani, točnije začin na pizzi i u umacima od rajčice. Povijest njegove upotrebe u kulinarstvu i fitoterapiji starija je čak i od ovog rimskog jela. Postoji preko 40 članova roda Origanum, a najpoznatiji su majoran (Origanum majorana), te dvije vrste mravinca (Origanum vulgare i Origanum compactum). Majoran se stoljećima koristi kao lijek za probavne tegobe, te kao biljka koja djeluje smirujuće, dok su vrste mravinca O. compactum i O. vulgare bile lijek za probavne tegobe i urinarni sustav.

## Ljekovita svojstva
U medicinske svrhe koristi se pretežito ulje mravinca, koje se dobiva iz lišća biljke Origanum vulgare ssp.hirtum, uz pomoć maslinovog ulja kao nosača. Uljna iscrpina lista mravinca se koristi jer omogućava znatno veći sadržaj djelatnih sastojaka u usporedbi sa sušenim listovima. Ujedno je, zahvaljujući tekućem obliku, upijanje i iskorištenje sastojaka mnogo brže, a djelovanje učinkovitije. Ulje mravinca je žučkaste boje, svojstvenog mirisa, a služi za unutarnju i vanjsku primjenu. Ulje mravinca pokazalo je superiornu antibakterijsku aktivnost u usporedbi s drugim aromatičnim biljkama.
Biljka ima mnoštvo sastojaka, među ostalim esencijalna ulja timol i karvakrol, flavonoide (antioksidansi), ružmarinsku kiselinu, vitamine A i C, te brojne minerale. Djelovanje eteričnih ulja je višestruko, no ističemo najznačajnija djelovanja: protumikrobno, protugljivično, protuparazitno (Giardia duodenale), protuupalno, antioksidativno, zatim pomaže u regulaciji šećera, smiruje grčeve (spazmolitik), omekšava sluz (mukolitik), pomoć je kod klimakteričnih tegoba, a naročito se preporučuje kod upornih infekcija.
Najznačajnija tvar i nositelj protumikrobnog djelovanja origana je karvakrol, fenolni spoj koji je po svojim antiseptičkim svojstvima 26 puta jači od sintetskih antiseptika. Laboratorijska istraživanja su pokazala djelotvornost ulja protiv različitih mikroorganizama, od bakterija, gljivica parazita i virusa. Ulje mravinca se smatra jednim od najboljih prirodnih sredstava za sprječavanje širenja gljivica u tijelu uključujući Candida i Aspergillus vrste. Zahvaljujući protumikrobnom djelovanju ulje mravinca se uspješno primjenjuje kod obične prehlade, gripe, tegoba sa sinusima, zaraza dišnog sustava.
Ulje mravinca može se koristiti kao probavni tonik jer potiče lučenje probavnih sokova, smiruje bolove i grčeve probavnih organa, potiče rad jetara i lučenje žuči. Posebno je koristan kod tegoba jetre izazvanih virusima, te kod probavnih tegoba izazvanih škodljivim bakterijskim ili gljivičnim izlučevinama (loša razgradnja hrane, truljenje i crijevna bakterioza kod koje se dobro kombinira uz Probiobalance ili Acidophillus). Učinkovitost u čišćenju limfe koristi se i za ublažavanje tegoba koje prate reumatizam i artritis, te za rješavanje celulita.
Tvari prisutne u mravincu imaju utjecaj na živčani sustav tako da dolazi do smanjenja nervoze, prenapetosti živčanog sustava, te glavobolje izazvane napetošću. Savjetuje se korištenje ulja mravinca tijekom dana zbog umirujućeg djelovanja, posebno stoga što smanjuje nadražujuće djelovanje kave i čaja, čijoj prekomjernoj uporabi su suvremeni ljudi skloni. Ulje mravinca ublažava kašalj i potpora je kod akutnih i kroničnih plućnih tegoba. Nekoliko studija koje su se bavile ispitivanjem djelovanja ružmarinske kiseline, pokazale su kako unos od 1,5 mg dnevno kod životinja značajno smanjuje upalni proces kod artritisa i alergijske astme. Kod ljudi koji pate od sezonskog rinitisa, uzimanje 50 do 200 mg ružmarinske kiseline dnevno značajno je smanjilo simptome alergije.
Mravinac je i jedan od najjačih prirodnih antioksidansa. Primjerice, ima 42 puta više antioksidativne aktivnosti nego jabuke.

### Aromaterapija
René Maurice Gattefossé, otac moderne aromaterapije, uvidio je još prije stotinu godina kako je eterično ulje mravinca bogato klasom spojeva koji se zovu fenoli. Sintetski fenol, danas tvar koja se smatra opasnom i čija je upotreba izbačena iz ozbiljnije medicine, bio je naširoko korišten u 19. stoljeću. Koristio se za dezinfekciju rana, pogotovo u to burno doba kada je gangrena bila proširen problem vojne medicine. Sintetski fenol je vrlo opasna i toksična tvar, pa je redovno je izazivao i odumiranje tkiva na koje se nanosilo.
No, malo ljudi zna da je upravo zahvaljujući fenolima izolirana prva DNK, postupak koji je temelj današnje molekularne biologije i istraživanja novih lijekova. Izolirao ju je švicarski znanstvenik Friedrich Miescher na sveučilištu u Tübingenu iz gnojnih rana pacijenata s gangrenom. Taj stari postupak izolacije DNK, uz neke modifikacije, zadržao se sve do današnjih dana.
René-Maurice Gattefossé bio je svjestan kako eterično ulje mravinca sadrži fenole i htio ga je koristiti u istu namjenu kao i sintetski fenol. Danas znamo da su dva glavna kemijska spoja u tom ulju karvakrol i timol. No, bio je iznenađen što su prirodni fenoli daleko manje škodljivi od sintetskog fenola, premda imaju antibakterijsko djelovanje slično fenolu. U svojim djelima Propriétés bactéricides de quelques huiles essentielles (Baktericidna svojstva nekoliko eteričnih ulja) i Antiseptiques essentiels (Esencijalni antiseptici) naglasio je upravo djelovanje eteričnih ulja s fenolima i njihovu upotrebu u raznim infektivnim bolestima. No, upravo u to doba pronađeni su prvi antibiotici, sulfonamidi (lijek Prontosil, 1935.), pa je upotreba eteričnih ulja poput mravinca polako pala u zaborav. U ono vrijeme bio je nezgodan i način primjene tih ulja oralnim putem, jer farmaceutska tehnologija nije dosegnula razvoj oleokapsula, a manje se znalo i o drugim načinima formuliranja eteričnih ulja.
Kako je vrijeme antibiotika odmicalo, krajem 20. stoljeća sve se više pojavljuje problem rezistencije (otpornosti) mikroorganizama. Vratila se ideja korištenja fenolnih ulja poput mravinca, jednog od omiljenih ulja svjetski priznatih aromaterapeuta. Eterična ulja zadržavaju jaku antibakterijsku aktivnost čak i protiv tzv. multiplo rezistentnih mikroorganizama - onih otpornih na više antibiotika. Korištenjem moderne tehnologije, nastale su i kapsule prikladne za oralno uzimanje. Velika je prednost ulja mravinca što za razliku od antibiotika, djeluje i protiv patogenih gljivica, tako da se ne dešavaju disbalansi crijevne i urogenitalne flore čovjeka. Za mravinac kažemo da je najsvestranije od svih ulja u aromaterapiji, više od razvikanog čajevca ili lavande. Koristi se kod urinarnih bakterijskih infekcija, dišnih virusnih i bakterijskih infekcija, infekcija s Candidom, HPV i težih oblika herpes infekcija, infekcija uha, grla i nosa, akutnih i kroničnih sinusitisa, Helicobacter pylori i drugih infekcija probavnog sustava. Iako lista izgleda duga, ona je posve logična i temeljena je na djelovanju spojeva protiv patogenih gljivica, bakterija i virusa.
Ipak, mravinac je biljka za profesionalce. Eterično ulje je iritativno i treba znati dozu, način uzimanja i procijeniti treba li terapija ili ne. Puno puta se događalo da ljudi žele uzimati eterično ulje "na žličicu", što je opasno. Ono se mora uzimati isključivo u profesionalnim ljekovitim oblicima - oleokapsulama.

### Kontraindikacije
Ulje ima svojstven, jak okus koji može potaknuti jače lučenje sline, stoga ga uvijek treba uzimati u razrijeđenom obliku. Ne preporuča se djeci, trudnicama i dojiljama te osobama preosjetljivima na mravinac. Također se ne preporučuje istovremena primjena ulja mravinca,  te biljaka iz iste familije kao što su miloduh ili hizop (Hyssopus off.), majoran (Origanum majorana), metvica (Mentha piperita'), bosiljak (Ocicum basilicum), kadulja (Salvia off.), te lavanda (Lavendula off.). Kod vanjske primjene izbjegavati dodir s većim površinskim ozljedama, očima i genitalijama. Ne stavljati na madeže i kožne tumore.

## Mravinac kao začin u kuhinji
Nezaobilazan je sastojak umaka od rajčica pripremljenog na domaći način, kao i svih pizza, a upotrebljava se svjež ili sušen. Začini su najpoznatije preventivno sredstvo pomoću kojeg možemo direktno jačati naš imunološki sustav, kao i rad cjelokupnog metabolizma. Mravinac sadrži dva kemijska spoja, karvakrol i timol, koji pridonose osjećaju topline u ustima zbog djelovanja na stanice osjetljive na temperature, zvane ionski kanali. Često je korišten u mediteranskoj kuhinji, pa je poznat po stvaranju karakterističnog, “talijanskog” okusa u jelima.
U kuhinji se najbolje spaja s rajčicom i čili papričicama, dok će okus tikvica, brokule, cvjetače i patlidžana podići na višu razinu. Savršeno se slaže s češnjakom, lukom, timijanom, bosiljkom, peršinom i maslinovim uljem. Riba pečena u soli, kojoj su dodani nasjeckani listići mravinca, dobit će poseban mediteranski okus. Svježi mravinac dodaje se salatama, te mesu na roštilju, peradi i divljači. Izvrstan je kao dodatak jelima od krumpira, morskim plodovima, mahunarkama, te svježem siru.
Koristi se svježi i sušeni, ali može se koristiti i zaleđeni. Zamrzava se tako da svježe oprane i posušene stabljike i listiće stavite u najlonsku vrećicu i istisnete zrak. Možete ga čuvati do 12 mjeseci.

## Vanjske poveznice
|  | Zajednički poslužitelj ima stranicu o temi Mravinac |